# 12512 Split
För andra betydelser, se Split (olika betydelser).
12512 Split eller 1998 HW7 är en asteroid i huvudbältet som upptäcktes den 21 april 1998 av de båda kroatiska astronomerna Korado Korlević och Marino Dusić vid Višnjan-observatoriet. Den är uppkallad efter den kroatiska staden Split.
Asteroiden har en diameter på ungefär 5 kilometer och den tillhör asteroidgruppen Levin.